# Scuola di Igiene Rurale e di Profilassi Antimalarica di Nettuno

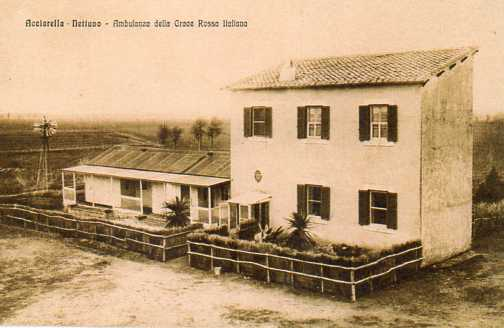
La struttura scolastica (fotografia originale gentilmente concessa dal Professor Alberto Sulpizi)

La Scuola di Malariologia di Nettuno venne istituita nel 1920 da Bartolomeo Gosio e Alberto Missiroli.
Oltre a essere un luogo di studio e ricerca, fu anche un centro di pianificazione e coordinamento della lotta contro la malaria. Si insegnavano l'eziologia e la difesa contro questo morbo e la lotta antilarvale avvalendosi di complesse pratiche ambulatoriali, di proiezioni fotografiche e cinematografiche, di escursioni, esercitazioni e conferenze.

## Breve excursurs storico

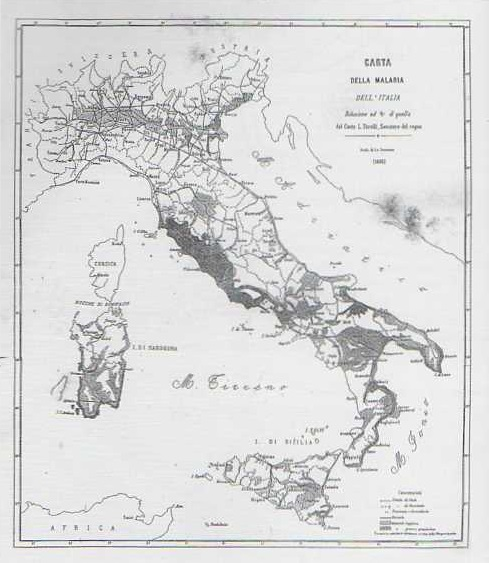
Carta della malaria in Italia, in scuro le zone più colpite

La malaria fu una delle malattie infettive, epidemiche ed endemiche, più diffuse in Italia agli inizi del Novecento.
Anticamente vi era la convinzione che la febbre e le altre patologie correlate fossero causate dalle esalazioni morbifere e dalla scarsa igiene delle paludi («acque palustri ferme e stagnanti, necessariamente calde e dense, puzzolenti d'estate») che occupavano il bacino del Mediterraneo, nel nostro caso dell'Agro Pontino. Pertanto a Galeno si deve il nome Mal'aria.
In seguito si scoprì invece che era scatenata dal protozoo parassita Plasmodium.
L'aumento della morbosità fu probabilmente un effetto della prima guerra mondiale, per le condizioni igieniche carenti e la mancata periodicità della profilassi.

### Profilassi e cura
Oltre all'installazione di zanzariere all'interno delle abitazioni e di impianti di scolo delle acque ristagnanti, si procedette con la produzione regolare e programmata del chinino di Stato da parte della Farmacia centrale militare di Torino. Sebbene il monopolio avesse causato un disagio economico, la somministrazione del chinino diventò funzione di Stato: «Non beneficienza o carità legale ma doverosa misura di salute pubblica» (Regolamento 28/02/1907).
Venne distribuito gratuitamente e senza prescrizione medica a tutti i lavoratori nelle zone paludose e ai poveri.
Il resto della popolazione invece lo comperava al prezzo di fabbrica.
Dapprima si prevedeva l'assunzione di 0,6 g di chinino al giorno per otto settimane. Poi le Stazioni Sanitarie sperimentarono la somministrazione di 0,6-1 g per 1-6 settimane. Infine venne bloccata l'assunzione a non oltre una settimana.

## Elaborazione di una strategia di comunicazione
(Carlo Levi, Cristo si è fermato a Eboli, Einaudi, Torino 1945.)

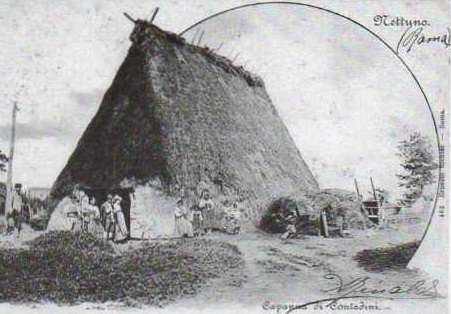
Capanna di contadini di Nettuno

La maggioranza degli abitanti di Nettuno era priva di educazione e istruzione. Oltre alla pesca e alla carbonizzazione erano dediti a una vita rurale: giungevano periodicamente dalle colline e montagne limitrofe per impegnarsi in attività quali la pastorizia e la coltivazione stagionale. Conducevano una vita povera all'insegna della fatica e della fame, sottoposti alle carenti condizioni igieniche delle abitazioni e delle campagne.
L'antico Ospedale Orsenigo di Nettuno (attuale Casa della Divina Provvidenza) registrava per le infezioni malariche il 30% del totale dei ricoveri, rispetto al 4% degli ospedali romani, poiché accoglieva anche gli abitanti forestieri delle zone della Campagna Romana come Conca, Campomorto, Acqua puzza, Femmina morta, Fosso dell'Intossicata (nomi forse legati alla storiografia popolare dei luoghi in esame).
Divenne necessario che la popolazione comprendesse l'importanza di una cura scrupolosa e costante per evitare la forma cronica della malattia. Pertanto la Direzione Generale della Sanità sita presso il Ministero dell'interno iniziò una politica di propaganda con lo scopo di convincere i cittadini che la malaria non prediligeva alcuni ceti sociali ad altri, né fasce di età o professioni. Tuttavia la rarità delle febbri perniciose era direttamente proporzionale all'altezza della classe sociale e alla posizione geografica più o meno settentrionale, per l'abbondanza di cibo e di ambienti salubri. Invero alla somministrazione di una dose di chinino era sufficiente una maggiore quantità di cibo.

## L'inizio a Tre Cancelli
L'alleato più pericoloso di questo flagello era l'ignoranza. Erano necessarie non tanto le scuole primarie, quanto le scuole primarie rurali, frequentate dai piccoli esponenti di quel popolo che per analfabetismo e miseria offrivano alla malaria un gran numero di vittime. Si tentò di istruire le piccole menti facilmente plasmabili, perché insistere sugli adulti per modificarne le abitudini ormai radicate da secoli era assai più difficile. Basti pensare che le donne, contrarie ai sistemi di modernizzazione applicati alle loro abitazioni, rompevano volontariamente le zanzariere per farne setacci di pomodori o per gettare fuori dalle finestre i secchi di acque luride. Ragion per cui lo scopo dei medici era istruire la popolazione a rispettare determinate regole, banali ma efficaci, come seguire un'adeguata alimentazione ed evitare di dormire all'aperto.
La lotta ottenne un'accezione scientifica, didattica e amministrativa quando nel 1918 il rinomato dottore Bartolomeo Gosio, direttore dei Laboratori di Batteriologia della Direzione Generale della Sanità Pubblica, si stabilì tra gli abitanti delle lestre condividendone vita, lavoro e spostamenti insieme con il collega ed ex-allievo Alberto Missiroli.
Inizialmente si adattò una scuola elementare di Tre Cancelli, frazione del comune di Nettuno situata al centro di un villaggio di capanne, occupato durante i mesi autunnali da una popolazione nomade dei Monti Lepini. Era fornita da un pozzo di 12 metri e organizzata in una tenda per i bagni e in due baracche per le aule: l'una ospitava l'alloggio dell'insegnante e l'altra i figli dei lestraioli durante il giorno e i genitori degli stessi nella sera. Questi imparavano nuove tecniche di risanamento dell'ambiente in cui vivevano e lavoravano, e nuove tecniche di coltivazione. Prima dell'introduzione del servizio medico-scolastico la scuola contava solo 15 scolari, in seguito aumentarono a 100.
La Direzione Generale della Sanità Pubblica arrivò alla conclusione che la scuola di profilassi dovesse essere frequentata anche da maestri elementari, parroci, ingegneri, agenti di bonifica, vigili sanitari, infermieri e da tutte quelle professioni che potevano essere trasferite dove ci sarebbe stato bisogno di aiutare la popolazione.

## Nascita della Scuola
Nel 1920, per cortese concessione delle Autorità Militari, i corsi vennero trasferiti al Poligono di Artiglieria di Nettuno; così ebbe vita la scuola di malariologia prossima ai luoghi colpiti da malaria grave, ricchi di materiale di studio. Vi erano numerosi casi malarici sia per l'agente trasmettitore, sia per le condizioni del terreno (propizio alle dimostrazioni pratiche delle circostanze che favoriscono l'infezione malarica), sia infine per la manifestazione di quanto si poteva e si doveva fare per la redenzione delle terre malariche.
La scuola trovava sede in zona Acciarella ed era conosciuta con le denominazioni di Centro Antimalarico e VII Stazione Antimalarica, oltre che con il nome completo e ufficiale Scuola di Igiene Rurale e di Profilassi Antimalarica. Edifici simili esistevano solamente a Caltanissetta, Venezia e Cagliari. Divenne in breve tempo celebre non solo per la cura della malattia (poiché si perfezionarono i metodi tecnici, diagnostici e terapeutici) ma anche per la ricerca delle sue cause: si pensi al progetto di catalogazione svolto dai botanici nella Vallata del Loricina, il cui habitat rendeva possibile studiare la flora e la fauna favorevoli alla deposizione delle larve di Anofele, la specie di zanzara vettore della malaria.

Inizialmente si raccoglieva in due locali al piano terra del fabbricato concesso, ma ben presto divennero insufficienti. Pertanto nel 1923 l'Amministrazione Militare concesse altri e più spaziosi locali e nel 1925 a Roma, durante il I Congresso Antimalarico, venne elogiata dai più grandi igienisti di diversi Paesi. 

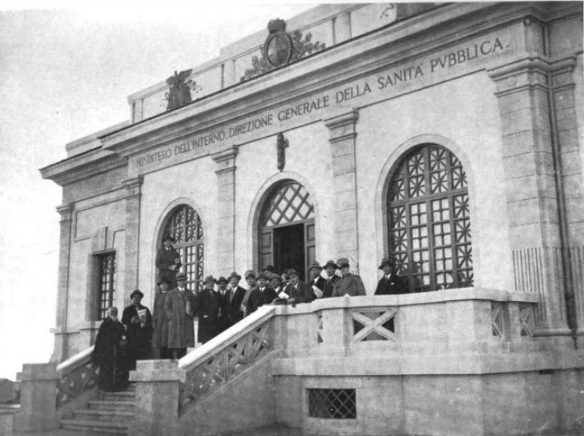
Ingresso principale della scuola

Grazie alle innumerevoli pubblicazioni degli scienziati formatisi nella Scuola di Nettuno, fu possibile creare altre e numerose Scuole in zone altrettanto infestate, per generare una consistente e valida lotta antimalarica.
In aggiunta, nel 1926 il nuovo Direttore Generale della Sanità Pubblica, Alessandro Messea, fece definitivamente costruire una struttura in muratura adibita esclusivamente a scuola e museo didattico, con la promessa di sopraelevare l'edificio.

## Metodologie e opere sanitarie
I corsi si svolgevano da aprile a ottobre ed erano frequentati anche da allievi inviati dai corpi militari quali l'Aeronautica e la Guardia di Finanza, l'Unione delle Croci Rosse di Ginevra e la Società delle Nazioni. Negli anni aumentò sia l'intensità dei corsi sia la loro frequenza, contando di un minimo di due nel 1923 a un massimo di otto nel 1930, e interessavano distintamente: 
- gli Ufficiali medici della Regia Aeronautica;
- il corpo della Regia Guardia di Finanza;
- gli Allievi della scuola di Caserta della Regia Guardia di Finanza;
- il personale dell'Istituto Nazionale per la Bonifica delle Paludi Pontine;
- le Assistenti Sanitarie della Regia Scuola Convitto Infermiere della Croce Rossa Italiana[26].

Sebbene il programma didattico prediligesse l'istruzione pratica alle lezioni teoriche, subiva modifiche in relazione ai frequentatori. Venne installato anche un impianto radiologico e di radioterapia all'interno degli ambulatori della scuola.
Con il trascorrere del tempo ci si rese conto che la sola somministrazione del chinino non era sufficiente a debellare l'infezione. Divenne necessario il risanamento come redenzione della terra malarica, altrimenti detto bonifica integrale.
Si faceva inoltre ampio uso del Verde di Parigi o di Caffaro (acetoarsenico di rame con l'1% di polvere di strada o talco) nebulizzato dagli aeroplani sulle zone acquifere, di abiti pesanti ed estremamente coprenti come guanti e cappelli con fitti veli, e della zooprofilassi: venivano impiegati pipistrelli mangiatori di insetti e piccoli pesci larvifagi molto voraci e fertili come le gambusie, che in primavera riemergevano dai fondali in concomitanza con la deposizione delle uova di zanzara sul pelo dell'acqua.
Vennero inoltre costruite stalle per animali domestici in prossimità delle case in modo che le zanzare fossero attirate dal bestiame e non infettassero i cittadini. Questa pratica risultò tuttavia fallimentare perché alcune zanzare si nutrivano soltanto di sangue umano.
Ciò nonostante, gli abitanti del luogo in quanto ignoranti (nel significato latino del termine) opponevano resistenza alle cure offerte e ai consigli promulgati, negando la possibilità di una vita migliore non solo a sé stessi ma anche alle generazioni successive. Ragion per cui un inestimabile riconoscimento va attribuito alle Assistenti Sanitarie della Croce Rossa Italiana che svilupparono la capacità di persuadere anche i contadini più restii, seguendoli incuranti delle intemperie nei loro spostamenti nei campi per la distribuzione delle dosi di chinino.
(Giovanni Battista Grassi)